# Тарновский, Ян Богдан
Граф Ян Богдан Тарновский (пол. Jan Bogdan Tarnowski; 20 августа 1805, Горохов — 28 января 1850, Сулеюв) — польский помещик, депутат Законодательного Сейма в Кромержиже.

## Биография
Представитель аристократического рода графов Тарновских герба Лелива. Второй сын графа Яна Феликса Тарновского (1777—1842) и Валерии Стройновской (1782—1849).
Получил качественное домашнее образование и окончил Кременецкий лицей (1823) на Украине под присмотром выдающегося педагога Юлиана Антоновича (1750—1824). Он считал, что Тарновский в будущем сможет знать видным государственным деятелем. В 1823—1825 годах жил в Париже, где изучал архитектурное дело. В 1831 году за участие в Ноябрьском восстании был лишен русскими властями унаследованного от матери имущества на Волыни, в том числе Горохова, и переехал в Галицию.
Тарновский владел многими земельными наделами. В 1842—1850 годах — владелец поместья в Дзикове (включая город Тарнобжег, деревни: Демба, Дзикув, Фурманы, Грабины, Мехоцин, Пшишув, Селец, Тарновска-Гура, Тшень, Веловеш, Закшув, Жупава, части сел Грембов и Собув и деревень Езёрко и Рогалин) и поместья Кочмежув. Вместе со своим отцом он организовал музей и библиотеку во дворце в Дзикове. Он также был дизайнером садовых планировок в Дзикове (ныне — Тарнобжег), а также основателем больницы и кредитного союза в Дзикове.
Член Галицких станов (1845—1850). Был участником Весны Наций. Депутат Конституционного сейма в Вене и Кромержиже (17 июля 1848 — 7 марта 1849), избран в Галицком избирательном округе Розвадов. В парламенте он принадлежал к «Ассоциации», в которую входили демократические польские депутаты. Он был заместителем председателя Северина Смаржевского. Из-за незнания немецкого языка он не выступал в прениях парламента.
Он умер во время поездки из Варшавы в Дзиков в Сулеюве. Похоронен в фамильном склепе Тарновских в доминиканской церкви в Тарнобжеге.

## Семья
3 ноября 1829 года в Коньске Ян Богдан Тарновский женился на графине Габриэле Малаховской (9 мая 1800 — 23 февраля 1862), дочери графа Станислава Александра Игнацы Малаховского (1770—1849) и Анны Марии Стадницкой (1772—1852). У супругов было одиннадцать детей:
- Ян Дзержислав Тарновский (11 января 1835 — 11 мая 1894), женат с 1861 года на графине Софии Замойской (1839—1930)
- Станислав Костка Тарновский (7 ноября 1837 — 31 декабря 1917), женат с 1874 года на Розе Марии Августе Браницкой (1854—1942)
- Юлиуш Стефан Тарновский (6 декабря 1840 — 20 июня 1863)
- Казимир Каетан Тарновский (род. 7 июля 1842)
- Марианна Валерия Тарновская (род. 1830)
- Валерия Тарновская (8 августа 1830 — 1 октября 1914), жена с 1855 года графа Франтишека Мыцельского (1832—1901)
- Каролина Тарновская (15 февраля 1832 — 27 марта 1888), муж с 1853 года граф Ян Юзеф Тарновский (1826—1898)
- Габриэла Тарновская (род. 19 мая 1833)
- София Мария Тарновская (род. 3 мая 1836)
- Анна Тарновская (род. 11 мая 1845)